# Bekenntnisse des Hochstaplers Felix Krull (1957)
Bekenntnisse des Hochstaplers Felix Krull ist ein Film von Kurt Hoffmann aus dem Jahr 1957. Der Film basiert auf dem gleichnamigen Roman von Thomas Mann.

## Handlung
Felix Krull erzählt aus dem Off seine Memoiren. Er war ein Sonntagskind und wollte schon immer hoch hinaus. Vom Militär lässt er sich ausmustern, nachdem er dem Stabsarzt mithilfe seiner schauspielerischen Fähigkeiten einen Epileptiker vorspielt. Daraufhin verhilft ihm sein Pate, der Maler Schimmelpreester, zu einer Stelle in einem Hotel in Paris. Schon auf der Reise dorthin bestiehlt er eine Unbekannte während der Zollkontrolle. Später trifft er dieselbe im Hotel wieder – es ist die Frau eines Straßburger Gänseleberfabrikanten – und lässt sich auf ein Abenteuer mit ihr ein. Am Ende, als er ihr den Diebstahl beichtet, bittet sie ihn noch mehr zu stehlen. Mit dem Geld beginnt er ein Doppelleben, tagsüber Kellner im Hotel, abends Lebemann in feinen Pariser Nachtclubs. Dort lernt er Zaza kennen, die aber schon mit dem Marquis de Venosta liiert ist. Als dessen Eltern mit der Enterbung drohen und den Marquis auf eine Weltreise schicken, tritt Krull anstelle des Marquis de Venosta, der lieber bei seiner Geliebten Zaza bleibt, mit falscher Identität die Reise an. Zuerst fährt er mit dem Zug nach Lissabon. Im Speisewagen trifft er den Museumsdirektor Professor Kuckuck, der ihn einlädt, ihn in Lissabon zu besuchen. Er gewinnt die Zuneigung des Professors Kuckuck und von dessen Frau und Tochter. Inzwischen verschwindet Zaza, und der echte Marquis wird des Mordes verdächtigt. Er kehrt nach Hause zurück, und die überraschten Eltern, die ihn in Lissabon wähnten, sind entsetzt über den Mordverdacht. Um ihren Sohn zu retten, reisen sie nach Lissabon und bestätigen, dass Krull ihr Sohn, der Marquis, sei. Krull wird verhaftet, und um aus dem Gefängnis zu entfliehen, wendet er sich an Kuckuck. Dieser zögert, da er als Staatsbeamter nichts Ungesetzliches tun möchte, doch als Krull ihm gesteht, dass er zur Tatzeit sowohl mit Kuckucks Frau als auch mit seiner Tochter Affären hatte, und dies nicht der Polizei preisgeben möchte, helfen Kuckuck und dessen Assistent Hurtado doch. Krull nimmt eine Droge ein, die eine totenähnliche Starre hervorruft, wird für tot gehalten, und die „Leiche“ wird, wie testamentarisch verfügt, dem Professor zu Studienzwecken ausgehändigt. Nachdem Krull aus der Starre erwacht ist, nimmt er seine Weltreise wieder auf und trifft auf dem Schiff Zaza wieder…

## Sonstiges
Der Film wurde vom 24. Januar bis zum 4. März 1957 im Real-Film-Studio in Hamburg-Wandsbek gedreht. Die Außenaufnahmen entstanden in Hamburg und Lissabon. Die Uraufführung erfolgte am 25. April 1957 im Gloria-Palast in Berlin. Damals bekam er eine Freigabe ab 16 Jahren. Eine Veröffentlichung auf Video wurde 2006 ohne Altersbeschränkung freigegeben.
Thomas Manns Tochter Erika war an der Erstellung des Drehbuchs beteiligt, fungierte auch als Beraterin und hatte erheblichen Einfluss auf die Dreharbeiten. Der Film weicht teilweise ab von der literarischen Vorlage, die Fragment blieb und von Thomas Mann nie vollendet wurde. Der Schluss wurde neu hinzuerfunden. Auch bei der Personenzeichnung weicht der Film stellenweise vom Roman ab. So ist Felix’ Geliebte Madame Houpflé im Roman die Frau eines Klosettschüssel-, im Film eines Gänseleberfabrikanten.
Der Schluss des Films basiert auf einer Idee des Drehbuchautors Robert Thoeren. Im Buch kommen der Mordverdacht, die Verhaftung, die Flucht und die Weiterreise nicht vor. Der Roman, der als „erster Teil“ veröffentlicht wurde, dessen Fortsetzung aber nicht geschrieben wurde, endet mit dem Liebesabenteuer von Krull und Maria Pia Kuckuck.

## Auszeichnungen
- Prädikat „wertvoll“ der Filmbewertungsstelle
- Deutscher Filmpreis 1957: Filmband in Gold als „bester abendfüllender Spielfilm“
- Golden Globe Award 1958 in der Kategorie „fremdsprachige Filme“
- Internationale Filmfestspiele von Bordighera 1959: Trofeo Olivo d’Oro (Goldene Olive)

## Kritiken
„Dank der Mitwirkung Erika Manns am Drehbuch und sorgfältiger Besetzung hat er inspirierte Momente, ragt aber insgesamt nicht über das Niveau einer gepflegten Filmkomödie hinaus.“

„Gelungene filmische Umsetzung des unvollendeten Romans von Thomas Mann, mit der Kurt Hoffmann einen heiter-ironischen Höhepunkt in der deutschen Filmgeschichte der 50er Jahre setzte.“

Cinema nennt das Werk „Schelmenkomödie“, „Gesellschaftssatire“ und „amüsante Klassiker-Verfilmung“.